# Listen to Your Heart
Listen to Your Heart – singel szwedzkiego duetu Roxette. Został wydany we wrześniu 1988. jako drugi promujący album Look Sharp!. Był drugim utworem tego zespołu, który znalazł się na pierwszym miejscu w USA. Teledysk do tej piosenki nagrany został podczas koncertu w ruinach zamku Borgholm na wyspie Olandia. W 1996 utwór w wersji hiszpańskojęzycznej pod tytułem „Habla el corazón” znalazł się na krążku Baladas En Español. Piosenka została odtworzona w latach 1990–2005 ok. 4 miliony razy.

## Styl i kompozycja
Utwór Listen to Your Heart to alternatywna ballada rockowa o umiarkowanym tempie wynoszącym 86 bpm. Większa część piosenki utrzymana jest w tonacji h-moll, bridge w tonacji E-dur, natomiast końcowy jej fragment – w tonacji dis-moll. Zwrotki opierają się na progresji Hm–G–A i kończą się sekwencją Hm–G–Em. Pierwsze dwa refreny oparte są na dwukrotnej sekwencji akordów Hm–G–D–A i kończą się progresją D–A–G–D–Hm–G–A–Hm. Bridge opiera się na akordach E–C♯m–H–A–H–C♯. Ostatni refren jest przetransponowany 5 półtonów w górę (do tonacji dis-moll) i opiera się na dwukrotnej sekwencji D♯m–H–F♯–C♯ oraz progresji F♯–C♯–H–F♯–D♯m–H–C♯–D♯m–H. Trzy ostatnie akordy tej sekwencji stanowią outro utworu, powtarzane do wyciszenia. Głównym motywem w utworze jest powtarzana fraza wykonywana na instrumentach klawiszowych – najpierw brzmieniem pianina, następnie z wykorzystaniem brzmień syntezatorowych.

## Utwory

### Strona A
- Listen to Your Heart

### Strona B
- (I Could Never) Give You Up